# Nova (Marvel Comics)
Nova è un personaggio dei fumetti Marvel Comics, del quale esistono tre versioni:
- Il primo, il cui vero nome è Richard Rider, è stato creato da Marv Wolfman (testi) e John Buscema (disegni), la sua prima apparizione è in Nova (Vol. 1[1]) n. 1 (settembre 1976)[2];
- la seconda è Frankie Raye, creata da John Byrne (testi e disegni), che fa la sua prima apparizione in The Fantastic Four (Vol. 1) n. 244 (luglio 1982)[3];
- il terzo è Sam Alexander, creato da Jeph Loeb (testi) e Ed McGuinness (disegni), la cui prima apparizione è in Nova (Vol. 5) n. 1 (aprile 2013).

## Biografia dei personaggi

### Richard Rider
Uno studente universitario di nome Richard Rider è preso di mira dai bulli del college. Nel frattempo nella galassia a bordo di un'astronave, il Centurione Nova I, ovvero Rhomman Dey, ormai in fin di vita, medita vendetta contro Zorr il conquistatore, che ha distrutto il suo pianeta e tutti coloro che vi abitavano. Rhomman Dey intende recarsi sulla Terra, dove ha trovato rifugio Zorr, e cercare qualcuno a cui donare i propri poteri e che faccia propria la sua missione: la sua scelta cade su Richard, che si trasforma quindi nel supereroe chiamato Nova. In seguito Nova diviene un membro dei New Warriors e dopo l'Assedio si unisce ai Vendicatori Segreti di Steve Rogers.

### Frankie Raye
Frankie Raye, figliastra di Phineas Horton, da bambina è stata accidentalmente sommersa dalle sostanze chimiche utilizzate dal professore per un esperimento sulla Torcia Umana originale. Una volta cresciuta, lavora come interprete per le Nazioni Unite e si fidanza con Johnny Storm, con cui condivide la capacità di prendere fuoco. In seguito sostituisce Sue Storm nei Fantastici Quattro come seconda Torcia Umana, finché, per salvare la Terra da Galactus, diventa suo Araldo e assume il nome di Nova.

### Sam Alexander
Sam Alexander è il figlio di un ex-Centurione Nova, Jesse Alexander, ormai alcolizzato e impiegato come bidello nella scuola del ragazzo. Un giorno Sam, al ritorno da scuola, scopre che il padre è scomparso e si ferisce accidentalmente. In ospedale fa conoscenza con due vecchi compagni del padre, Rocket Raccoon e Gamora. Il ragazzo indossa l'elmo e si reca sulla Luna, dove incontra l'Osservatore, che ha formato una flotta di navi spaziali. Al ritorno sulla Terra, Sam viene addestrato da Rocket Raccoon e Gamora, che gli chiedono di trovare la flotta dei Chitauri. In lui si trovano i poteri di entrambe le Nove.

## Storia editoriale

### Pubblicazioni originali
- Nova appare nel n. 1 (settembre 1976) della testata The Man called Nova, il titolo diviene ufficiale solo dal n. 22 (novembre 1978), la serie termina col n. 25 (maggio 1979). Realizzati da Marv Wolfman (scritti), John Buscema, Sal Buscema, Carmine Infantino e Gene Colan (disegni).
- Nova ritorna nel n. 1 della testata Nova (Vol. 2[1]), che è costituita da diciotto numeri (gennaio 1994-giugno 1995) realizzati da Fabian Nicieza (testi) e Chris Marrinan (testi e disegni).
- Nova (Vol. 3) comprende 7 numeri (da maggio 1999 a novembre 1999), realizzati da Erik Larsen (testi), Joe Bennett e Koi Turnbull (disegni).
- Annihilation: Prologue è un numero unico, in cui compaiono Drax il Distruttore, Nova I, Ronan l'accusatore, Silver Surfer, Star-Lord I, Thanos. Realizzato da Keith Giffen (testi), Scott Kolins e Ariel Olivetti (disegni).
- Annihilation: Nova consta di quattro numeri (giugno 2006-settembre 2006), realizzati da Dan Abnett, Andy Lanning (testi) e Kevin Walker (disegni).
- Nel giugno 2007 ritorna col n. 1 la testata Nova volume quarto, che termina col n. 36 (giugno 2010), realizzati da Dan Abnett, Andy Lanning (testi), Sean Chen, Wellington Alves, Paul Pelletier, Geraldo Burges, Andrea Di Vito, Kevin Sharpe e Mahmud A. Asrar (disegni).
- Nova III appare in Nova (Vol. 5) dal n. 1 (aprile 2013) a oggi, realizzato da Jeph Loeb (testi) e Ed McGuinness (disegni)

### Pubblicazioni in lingua italiana
- 25 numeri di The Man called Nova pubblicati negli albi de Gli Eterni (Editoriale Corno) dal n. 1 al n. 18 (marzo 1978-agosto 1979), continua nn. 20, 21, 22, 24, 25, 26 e 27 (ottobre, novembre, dicembre 1979, febbraio, marzo, aprile e maggio 1980).
- Nova volume secondo e terzo sono inediti in Italia.
- Numero unico di Annihilation: Prologue pubblicato nell'albo Marvel Crossover n. 44 (febbraio 2007, Panini Comics).
- Quattro numeri di Annihilation: Nova pubblicati nell'albo Marvel Crossover n. 44 (febbraio 2007, Panini Comics).
- 36 numeri di Nova (Vol. 4) negli albi Marvel Crossover nn. 48, 50, 51,52, 53, 55, 56, 59, 62, 63, 65, 66, 67, 68, 69, 70 e 74 (Panini Comics).
- Nova Annual pubblicato nell'albo Marvel Crossover n. 53 (Panini Comics).
- Origin of Richard Rider: Nova pubblicato negli albi Marvel Crossover nn. 74 e 75 (Panini Comics).
- Sam Alexander appare in Nova (Vol. 5), pubblicato nell'albo Guardiani della Galassia n. 1 (Panini Comics).

## Altri media
- Nova (Sam Alexander) compare in quasi tutte le puntate della serie animata Ultimate Spider-Man.
- Nova compare anche nell'anime Disk Wars: Avengers.
- il 24 marzo 2022 i Marvel Studios annunciano che è in sviluppo un progetto solista dedicato al personaggio con Sabir Pirzada alla sceneggiatura.